# Little Foot

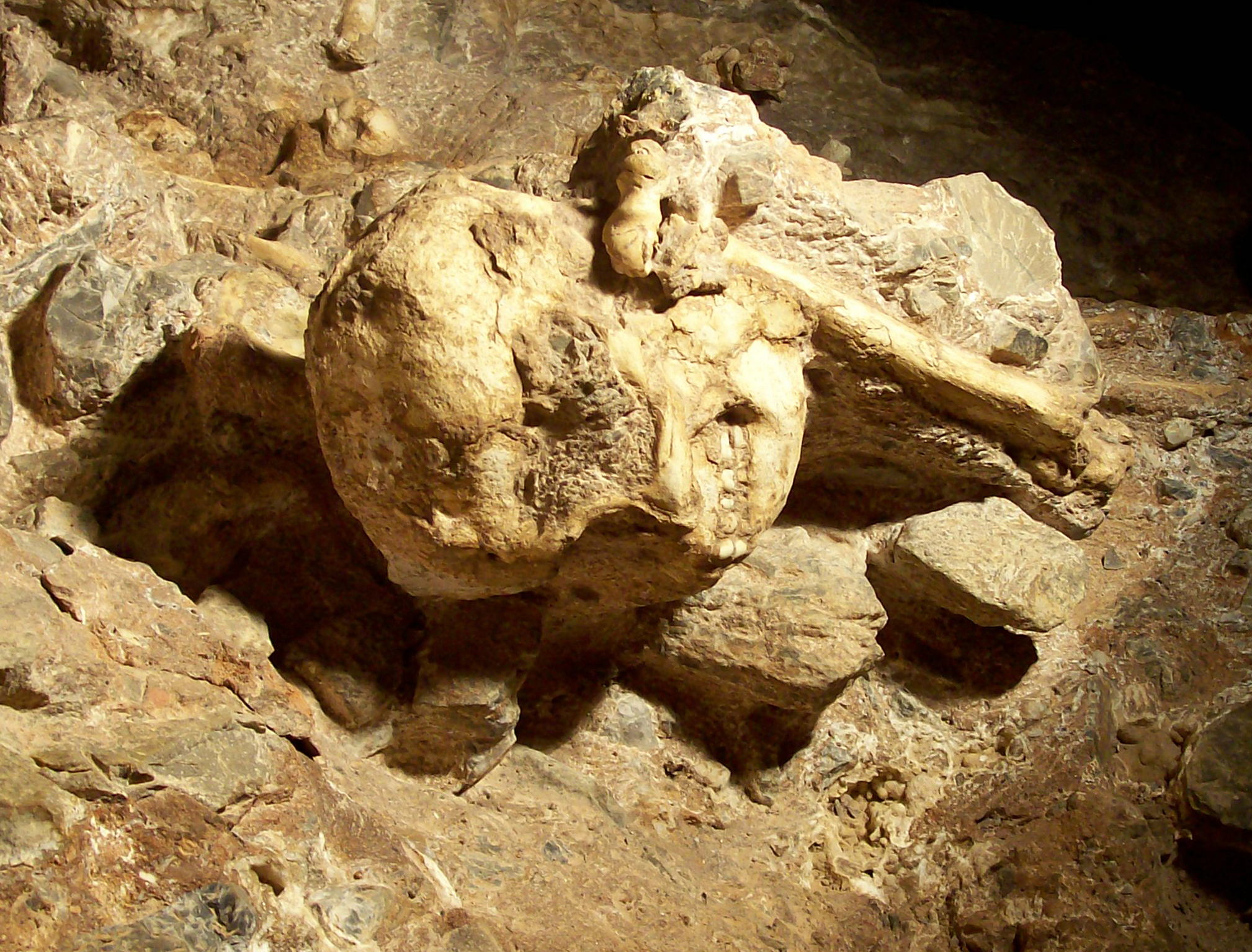
Cráneo de Little foot en la cueva de Sterkfontein donde se encontró.

Little Foot o Stw 573 es el sobrenombre y el número de serie que se dan al esqueleto fósil extraordinariamente completo de un homínido que se encontró entre 1994-1998 en el sistema de cuevas de Sterkfontein, Sudáfrica.

## Descubrimiento
El espécimen original de Little Foot se encontró por el paleoantropólogo Ronald J. Clarke en 1994, mientras buscaba en cajas de fragmentos de fósiles del yacimiento de Sterkfontein etiquetados como 'Cercopitecoides'. Estos fragmentos procedían de la gruta de Silberberg Grotto, una gran caverna en el sistema kárstico de Sterkfontein. Determinó cuatro huesos del pie ( astrágalo, escafoides, cuneiforme medial y primer metatarso) que eran inconfundiblemente de homínido y muy probablemente del mismo individuo. Se les describió como pertenecientes al género Australopithecus, y catalogado como Stw 573.
Debido al diminuto tamaño de los huesos, recibieron el apodo de  "Little Foot". Clarke encontró otros huesos del mismo individuo en bolsas separadas en 1997, incluyendo un fragmento derecho de la tibia distal, que había sido claramente desgajado del resto del cuerpo. Dos preparadores de fósiles y asistentes de Clarke, Stephen Motsumi y Nkwane Molefe, fueron enviados a Silberberg Grotto para intentar encontrar el resto de la tibia. En dos días encontraron la parte restante del hueso, que sobresalía de la roca en la parte baja de la gruta. Una excavación cuidadosa condujo al descubrimiento de un cráneo completo con su mandíbula en articulación, así como otros huesos pertenecientes a las extremidades.
Estos hallazgos fueron anunciados a la prensa en 1998, lo que llevó a una considerable atención por parte de los medios de comunicación mundiales.
Los siguientes trabajos han descubierto un esqueleto relativamente completo, el 90%, incluyendo el antebrazo y una mano en articulación, partes de la pelvis, costillas y vértebras, un húmero completo y la mayoría de los huesos de las extremidades inferiores. Las excavaciones continúan y es probable finalmente se obtenga un esqueleto más completo que el famoso de Australopithecus afarensis conocido como "Lucy", del yacimiento de Hadar (Etiopía).
Ronald Clarke afirma que Little Foot no pertenece ni a Australopithecus afarensis ni a Australopithecus africanus, sino a otra especie de Australopithecus que se encontró previamente en Makapansgat y en el miembro cuatro de Sterkfontein, representada por numerosos restos, como StW 252 o StW 505 y aún no descrita con precisión, pero que fue designada por Raymond Dart en 1948 como Australopithecus prometheus.

## Datación
La compleja geología de Sterkfontein dificulta la datación precisa de Stw 573. No hay tobas volcánicas que aseguren una datación radiométrica segura, y las secuencias paleomagnéticas son incompletas. En el sitio en que estaba el esqueleto había huecos que se rellenaron por múltiples generaciones de flujos de piedra. Debido a esta complejidad, se ha dado un considerable debate en la literatura científica sobre la antigüedad de Stw 573. Las estimaciones oscilan desde hace 4 millones de años, sobre la base de Al26 cosmogénico y datación radiométrica por Be10, y 2,2 millones por datación radiométrica plomo/uranio. Una inversión del campo magnético arroja una cifra para los fósiles de 3,3 millones de años.
Por el método de datación isócrona de entierros con Al26 cosmogénico y Be10 se demostró que la brecha que contiene StW 573 no sufrió una reelaboración significativa, y que se depositó hace 3,67 ± 0,16 millones de años.

## Características
Se trata de una mujer de 1,20-1,30 metros de altura, cuyas extremidades inferiores son más largas que las extremidades superiores. Esta es la primera vez que se obtienen estos datos en el registro fósil.
Su cadera es moderna y es capaz de transmitir grandes fuerzas desde sus piernas, además sus manos eran muy grandes. Su cuerpo sugiere un andar bípedo y, al mismo tiempo,  tenían una gran habilidad para subirse a los árboles.